# Praha-Bubny Vltavská
Praha-Bubny Vltavská byla železniční zastávka, která se nacházela v obvodu železniční stanice Praha-Bubny. Zastávka se ležela v km 0,125 trati Praha–Kladno. Zastávka se nacházela u stávajících zastávek tramvaje a stanice metra C Vltavská.

## Historie
Zastávka byla zřízena v roce 2017 z důvodu úplného uzavření Negrelliho viaduktu, což znemožnilo jízdy vlaků v úseku Praha-Bubny – Praha Masarykovo nádraží. Od 4. července 2017 končily v této zastávce vlaky od Kladna a Rakovníka. Zastávka přestala být pravidelně používána 1. června 2020 po znovuotevření Negrelliho viaduktu.
Po ukončení pravidelného provozu byly ze zastávky odstraněny označovače jízdenek PID a zastávka začala chátrat. Po zahájení přestavby nádraží Praha-Bubny v lednu 2023 byla zahájena postupná likvidace zastávky, v březnu 2023 byla jediná kolej k jedinému nástupišti zastávky odstraněna.[zdroj?]

## Popis zastávky
Zastávka se nacházela na kusé dopravní koleji č. 15, na kterou byl možný vjezd vlaku (a opačně odjezd) pouze ve směru od stanice Praha-Dejvice. Kolej byla ukončena zarážedlem v km 0,038, před ním se nacházelo cestové návěstidlo Sc15 (v km 0,040) s neproměnnou návěstí „Stůj“. Kolej č. 15 vedla přímo kolem budovy nádraží Praha-Bubny, v tomto místě však nebylo vybudováno nástupiště. To znamená, že osobní vlak, který zastavoval u nástupiště Praha-Bubny Vltavská, nemohl zastavit u nástupiště Praha-Bubny a opačně.
V zastávce bylo jednostranné vnější nástupiště s pevnou hranou o délce 130 metrů (km 0,076 – 0,206), výška nástupní hrany byla 300 mm nad temenem kolejnice. Zastávka byla vybavena osvětlením, které se rozsvěcovalo automaticky. V zastávce byly dva přístřešky pro cestující. Přístup na nástupiště byl bezbariérový z komunikace, která vede kolem nádraží Praha-Bubny.